# Saperda simulans
Saperda simulans es una especie de escarabajo longicornio del género Saperda, tribu Saperdini, subfamilia  Lamiinae. Fue descrita científicamente por Gahan en 1888.

## Descripción
Mide 21-26 milímetros de longitud.

## Distribución
Se distribuye por China.